# Kynuté těsto
Kynuté těsto je druh těsta, které se vyrábí z mouky, pekařského droždí a mléka či vody. Obvykle se přidávají sůl, vejce a tuk, do sladkého pečiva cukr nebo jiné sladidlo, případně další přísady jako různá semínka, ořechy, sušené ovoce a podobně. V minulosti se pro kypření kynutého těsta používal kvas vyrobený z mouky a vody. Pro výrobu tradičního žitného a žitno-pšeničného chleba a pro některé speciální druhy pečiva se kvas používá dosud.
Plundrové těsto, ze kterého se vyrábějí například croissanty je sice rovněž z větší části kypřeno droždím, na jeho struktuře se však významně podílí tuková složka. Je proto považováno za samostatný druh.

## Příprava

### Kvásek
Nejběžnějším prostředkem pro kypření těsta je pekařské droždí, tradičně bývalo tekuté nebo lisované, nověji je k dostání i sušené. Z droždí se nejdříve připraví kvásek smícháním s vodou nebo mlékem a trochou mouky, případně s přídavkem cukru. Přípravu kvásku lze vynechat a droždí (zvláště sušené) zapracovat do těsta přímo, těsto je však třeba důkladněji zpracovat. Tento postup se běžně používá v domácích pekárnách.

### Těsto
Základem kynutého těsta je mouka a vlažná voda nebo mléko, k nim se přidá kvásek, případně další přísady: sůl, žloutky, tuk (máslo či sádlo) a koření. Takzvané lité těsto musí být dostatečně řídké, aby se dalo nalít na plech nebo do formy, naopak těsto pro tvarované pečivo je třeba vypracovat tak, aby se nelepilo. Vypracované těsto se přikryje například utěrkou a nechá se kynout. Doba kynutí se liší dle množství, druhu těsta a jeho teploty a pohybuje se obvykle mezi 45 a 90 minutami, tužší, chladnější a tučnější těsto kyne pomaleji. Během kynutí je možno těsto i několikrát přepracovat, v této fázi se přidávají přísady jako rozinky, mandle, ořechy, mák, atd. Během kynutí by těsto mělo 2,5krát zvětšit objem.

### Zpracování
Následně se těsto tvaruje do požadovaného tvaru (bochník, rohlík, pletýnka, vánočka...), případně se do něj zabalí náplň (tvaroh, mák, povidla, ovoce...). Náplň lze přidat i po tepelné úpravě (koblihy). Lité těsto se vylije na plech, urovná a pokryje vhodnými přísadami (ovoce, tvaroh, mák, povidla...), případně navíc drobenkou z másla cukru a mouky. Z litého těsta lze ve formě vyrobit bábovku i jiné tvary.

### Tepelná úprava
Při pečení se povrch výrobku potře rozšlehaným vejcem, případně posype mákem, mandlemi, lněným semínkem a podobně a vloží do trouby rozehřáté zhruba na 200 °C a peče se dle druhu pečiva 25–40 minut. Pro větší výrobky se volí nižší teplota (180 °C i méně) a delší doba pečení (hodina i více).
Kromě pečení se používají i jiné způsoby tepelné úpravy, například vaření v páře nebo ve vodě (knedlíky), smažení na pánvi (lívance) nebo v oleji (koblihy).

## Výrobky
Produkty se liší podle množství přidaného cukru a tuhosti těsta. Kynuté těsto bez cukru se používá na chleba, housky, kynuté knedlíky či pizzu, s malým množstvím cukru pak na štrúdl, buchty či plundrové pečivo. Z nejsladších kynutých těst se vyrábí štóly či koláče. Z tuhého těsta se vyrábí vánočky, mazance, štóly a housky, z polotuhého buchty, záviny či koláčky a z řídkého pak bábovky či koláče na plech.

## Galerie

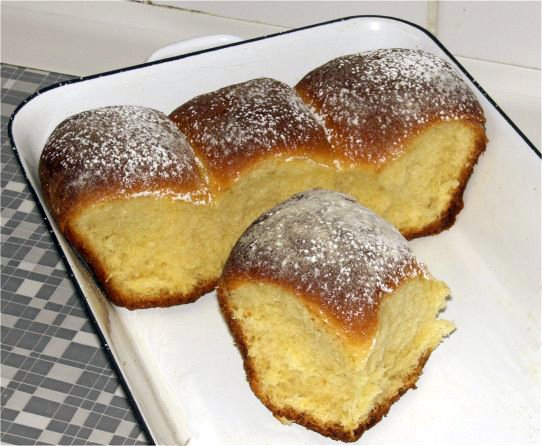
Buchty
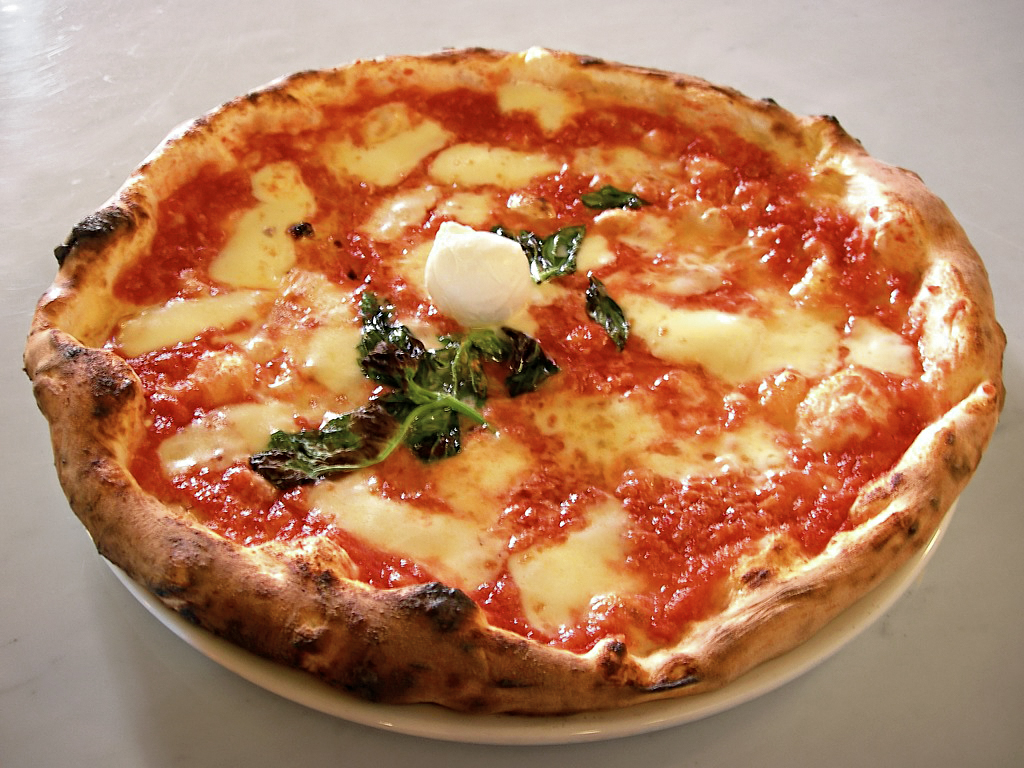
Pizza
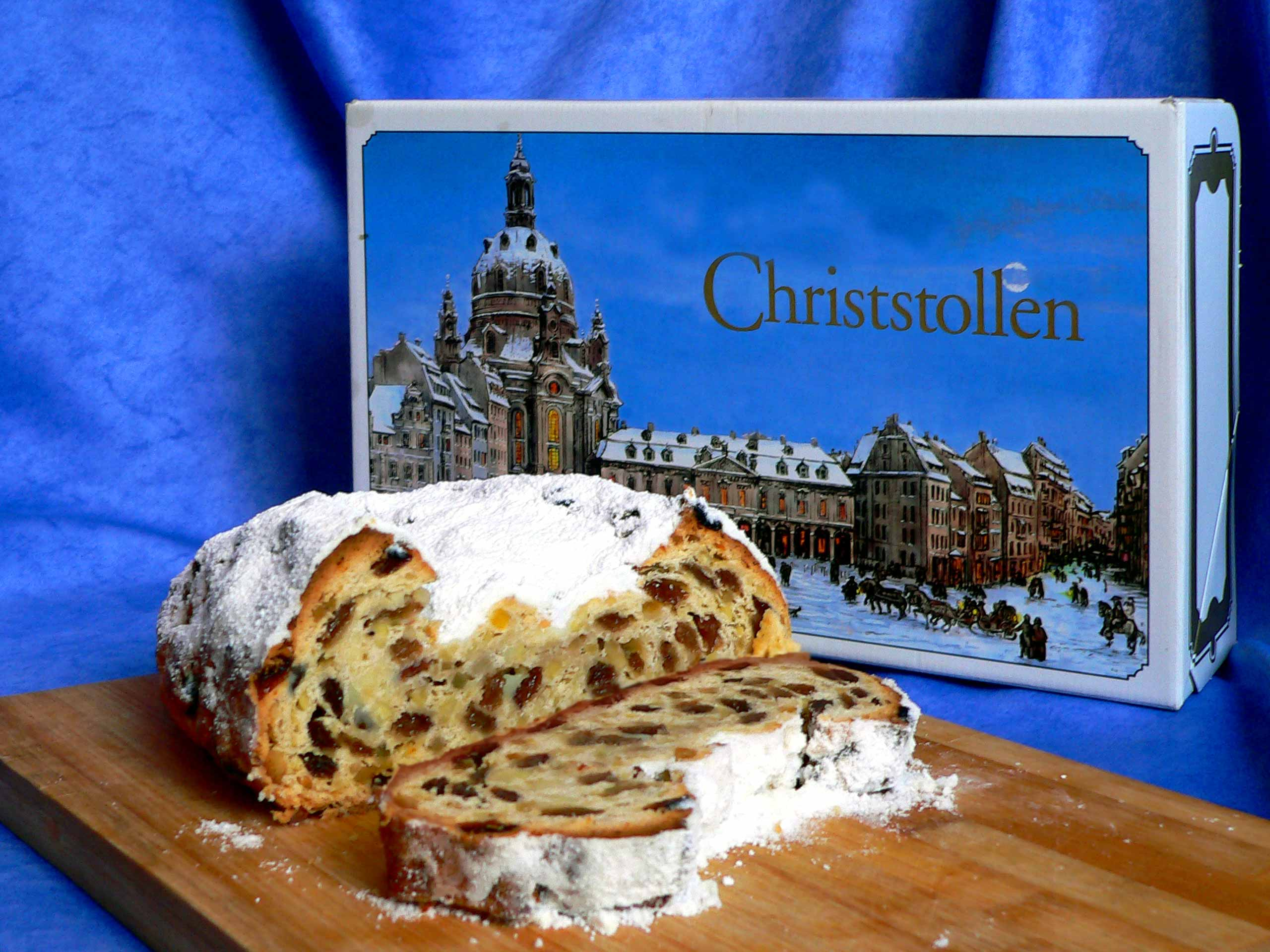
Štóla
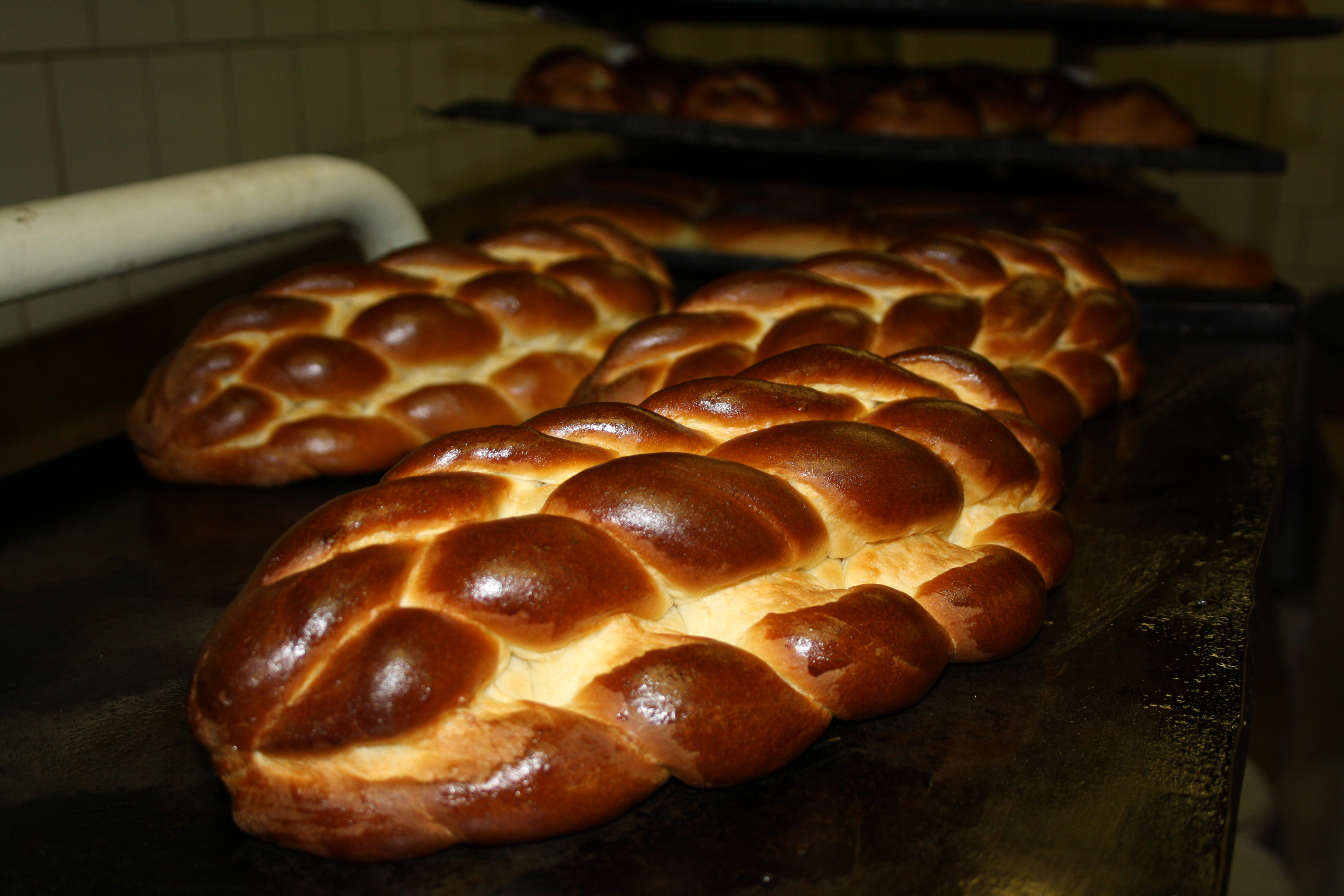
Vánočka
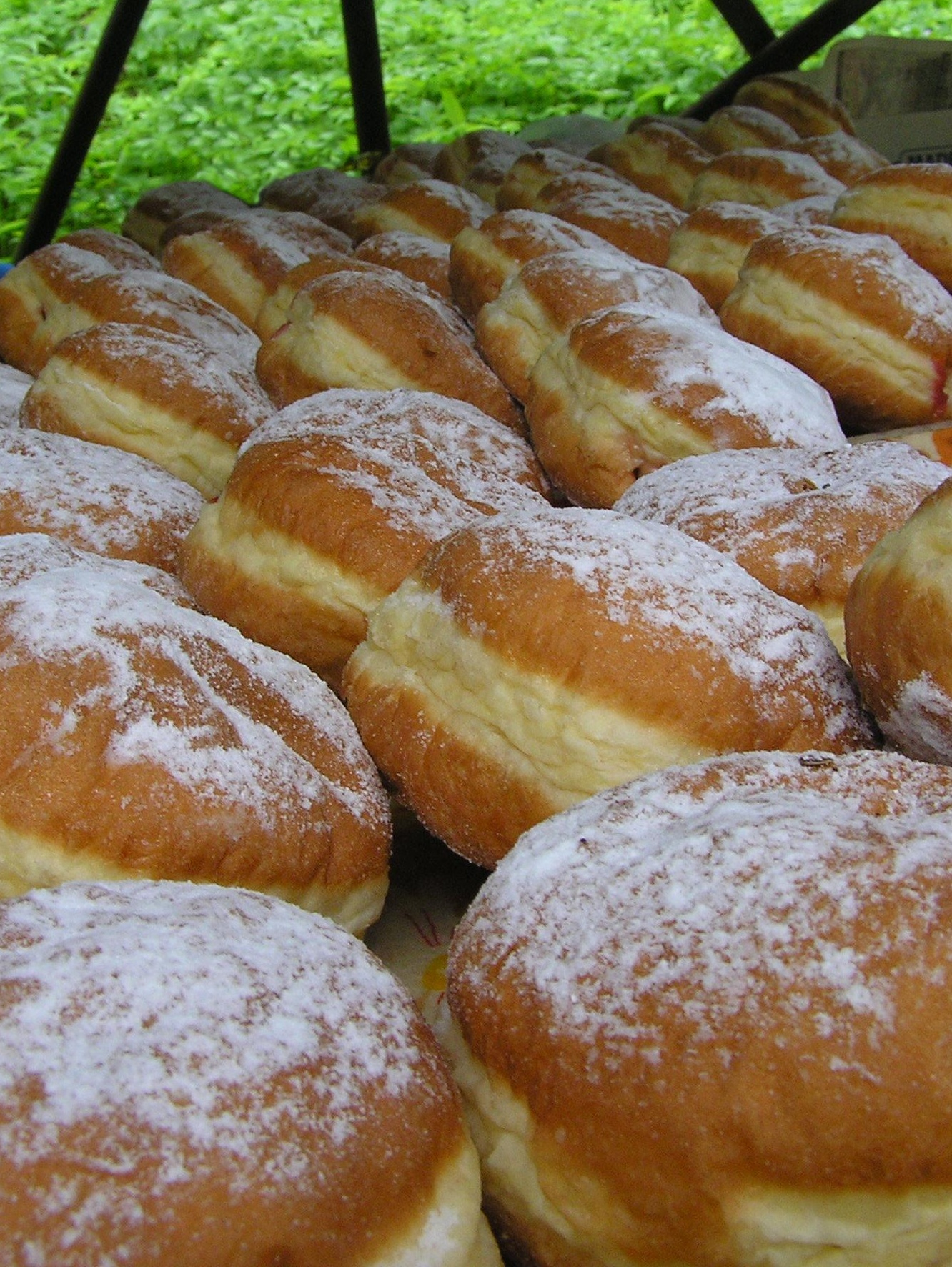
Kobliha